# College (film, 2008)
Pour plus de détails, voir Fiche technique et Distribution.
College est un film américain de Deb Hagan sorti en 2008. 

## Fiche technique
- Titre original : College
- Titre français : American Campus
- Réalisation : Deb Hagan
- Scénario : Dan Callahan, Adam Ellison
- Musique : Transcenders
- Direction artistique :
- Photographie :
- Montage : David Codron
- Production : Kimberly Calhoun Boling, Julie Dangel, Malcolm Petal, Adam Rosenfelt, Marc Schaberg
- Société de production : Element Films, L.I.F.T. Production
- Pays d'origine :   États-Unis
- Langue originale : Anglais américain
- Lieux de tournage : La Nouvelle-Orléans, Louisiane, États-Unis
- Genre : Comédie
- Durée : 94 minutes (1 h 34)
- Dates de sortie :
  -  Israël : 21 août 2008
  -  États-Unis : 29 août 2008
  -  Russie : 11 septembre 2008
  -  Portugal : 13 novembre 2008
  -  Brésil : 5 décembre 2008

## Distribution
- Drake Bell : Kevin Brewer
- Andrew Caldwell : Carter Scott
- Andree Moss : Ashley
- Carolyn Moss : Riley
- Wendy Talley : la mère de Kevin
- Kevin Covais : Morris Hooper
- Alona Tal : Gina
- Ryan Pinkston : Fletcher
- Brandi Gerard : la fille du collège #1
- Jessica Heap : la fille du collège #2
- Finch Nissen : Sweaty Guy
- Camille Mana : Heather
- Haley Bennett : Kendall
- Nathalie Walker : Amy
- Nick Zano : Teague